# 諾曷鉢
諾曷鉢（諾曷缽、だくかつはつ、生年不詳 - 688年）は、吐谷渾の首長。烏地野抜勤豆可汗。

## 生涯
慕容順の嫡子として生まれた。635年、慕容順が可汗となると、燕王に立てられた。慕容順が殺害されると、幼年で後を嗣いだ。大臣たちが権力を争って内乱となったため、唐の太宗が兵を派遣して諾曷鉢を助けた。唐により河源郡王に封じられ、烏地野抜勤豆可汗の号を受けた。640年、諾曷鉢は唐の弘化公主を妻に迎えた。
641年、丞相の宣王が弘化公主を襲撃し、諾曷鉢をさらって吐蕃に亡命しようと図った。諾曷鉢はこれを察知して鄯善城に逃れ、威信王に迎えられた。威信王は唐の鄯州刺史の杜鳳挙と連合して丞相宣王を攻撃し、これを破った。唐の民部尚書唐倹が吐谷渾に派遣されて事態の収拾にあたった。649年、太宗が死去すると、石に諾曷鉢の肖像が刻まれて、昭陵の地下に並べられた。唐の高宗が即位すると、諾曷鉢は弘化公主を妻に迎えていたことから、駙馬都尉に任じられた。
後に吐谷渾と吐蕃はお互いに攻撃しあい、おのおの唐に使者を派遣して救援を要請したが、高宗はいずれにも応じなかった。663年、大臣の素和貴が吐蕃に亡命し、吐谷渾の情報を吐蕃に提供した。吐蕃は兵を率いて吐谷渾を攻撃した。諾曷鉢は吐蕃の攻撃を防ぐことができず、弘化公主とともに涼州に逃れた。高宗は右威衛大将軍の薛仁貴らを吐谷渾救援のために派遣したが、吐蕃に敗れた。ここに吐谷渾は吐蕃に併呑された。
諾曷鉢はかれを支持する吐谷渾の数千家を率いて唐に内属した。高宗は左武衞大将軍の蘇定方を安置大使として派遣した。666年、諾曷鉢は青海国王に封じられた。高宗は吐谷渾の部衆を涼州の南山に移させようとしたが、群臣の賛同をえられなかった。670年、高宗は薛仁貴を邏娑道行軍大総管とし、阿史那道真と郭待封を副総管として、総勢5万の兵で吐蕃を攻撃し、諾曷鉢を旧地にもどさせようとした。しかし唐軍は大非川の戦いで敗れ、吐谷渾復興の望みは絶たれた。672年、諾曷鉢は浩亹水の南に移住した。吐谷渾の部衆を霊州鳴沙県に移住させ、安楽州が設置された。諾曷鉢は唐の安楽州刺史となった。
688年、諾曷鉢は死去した。子の慕容忠が後を嗣いだ。

## 子女
- 慕容忠（蘇度摸末）
- 闥盧摸末（唐の右武衛大将軍、唐の金明県主を妻に迎えた）
- 慕容智
- 慕容若
- 慕容万
- 成月公主

## 参考資料
- 『旧唐書』西戎伝
- 『新唐書』西域伝上